# Christian Matras (Kameramann)
Christian Matras (* 29. Dezember 1903 in Valence; † 4. Mai 1977 in Paris) war ein französischer Kameramann.

## Leben
Matras arbeitete zunächst als Reporter für das Éclair-Journal und begann seine Arbeit für den Film in den 1920er Jahren mit der Kameraarbeit für Wochenschauen, wirkte ab 1926 für Dokumentarfilme und wechselte 1932 zum Spielfilm. Dank seines überaus präzisen, auch scheinbare Kleinigkeiten erfassenden Aufnahmestils wurde Matras schnell zu einem der gefragtesten und angesehensten Kameraleute des französischen Kinos. Er arbeitete mit Regisseuren wie René Clair, Marc Allégret oder auch Georges Franju und Max Ophüls zusammen. 

## Filmografie (Auswahl)
- 1937: Die große Illusion (La grande illusion)
- 1939: Lebensabend (La Fin du jour)
- 1942: Der Oberst des Kaisers (Pontcarral, colonel de l’empire)
- 1943: Carmen
- 1946: Der Idiot (L’Idiot)
- 1946: Die Schatten der Vergangenheit (Un revenant)
- 1947: Das Spiel ist aus (Les Jeux sont faits)
- 1948: Der Doppeladler (L’aigle à deux têtes)
- 1948: Von Mensch zu Mensch (D’homme à homme)
- 1950: Es geschah in Paris (Souvenirs perdus)
- 1950: Der Reigen (La Ronde)
- 1951: Blaubart
- 1951: Olivia
- 1951: Pläsier (Le Plaisir)
- 1952: Fanfan, der Husar (Fanfan la Tulipe)
- 1953: Dürfen Frauen so sein? (Secrets d’alcove)
- 1953: Lucrezia Borgia (Lucrèce Borgia)
- 1953: Madame de …
- 1954: Madame Dubarry (Madame du Barry)
- 1954: Liebe, Frauen und Soldaten (Destinées)
- 1955: Lola Montez (Lola Montès)
- 1956: Die Abenteuer des Till Ulenspiegel (Les Aventures de Till L’Espiègle)
- 1957: Im Rausch der Sinne (Une manche et la belle)
- 1957: Spione am Werk (Les Espions)
- 1957: Auge um Auge (Œil pour œil)
- 1958: Montparnasse 19 (Les Amants de Montparnasse)
- 1958: Christine (Christine)
- 1959: Die schöne Lügnerin (La Belle et l’empereur)
- 1960: Paris Blues
- 1960: Im Banne der Ekstase (Vers l’extase)
- 1962: Cartouche, der Bandit (Cartouche)
- 1962: Die Tat der Thérèse D. (Therèse Desqueyroux)
- 1964: Die Gejagten der Sierra Nevada (El ranch de los implacables)
- 1964: Heimliche Freundschaften (Les Amitiés particulières)
- 1965: Beatrice
- 1965: Die Festung fällt, die Liebe lebt! (Les Fêtes galantes)
- 1967: Verleumdung (Les Risques du métier)
- 1967: Flucht aus der Taiga (Beyond the Mountains)
- 1967: Siebenmal lockt das Weib (Woman Seven Times)
- 1968: Vögel sterben in Peru (Les oiseaux vont mourir au Pérou)
- 1969: Die Milchstraße (La Voie lactée)
- 1972: Nur eine Frage der Zeit (Pas folle la guêpe)